# Máquina de liar

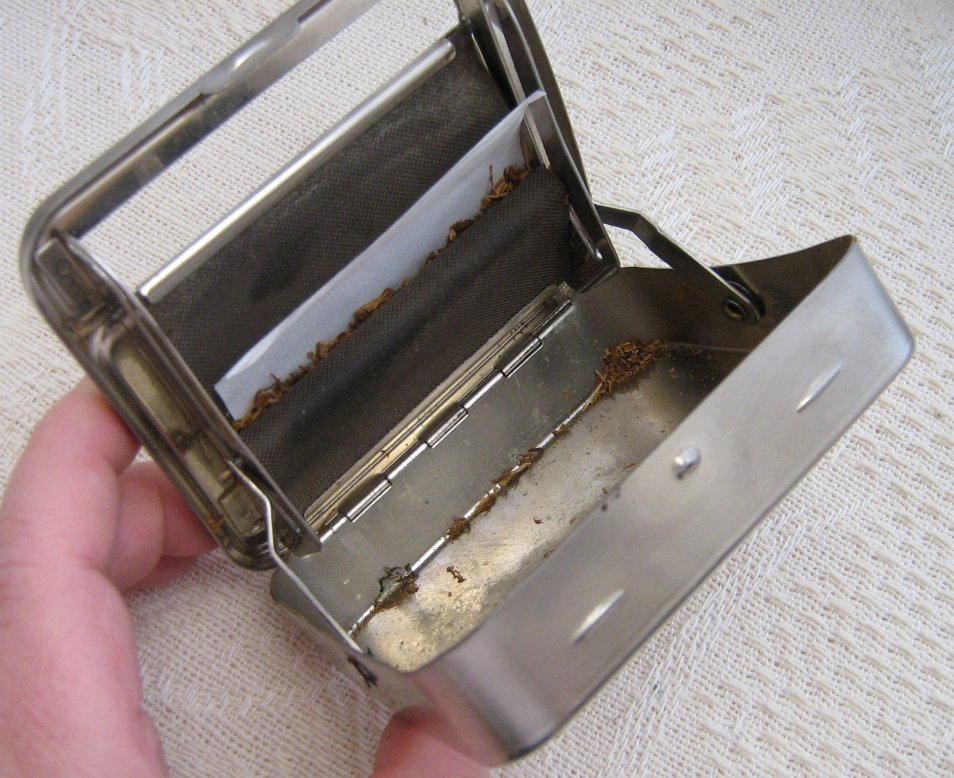
Pitillera con liadora automática

Una máquina de liar es una aparato que, poniéndole una hoja de papel de fumar y la cantidad adecuada de tabaco para cigarrillos (como también cannabis), permite enrollar el papel alrededor del tabaco formando un cigarrillo. Normalmente, el papel se enrolla casi en su totalidad, pero dejando una pestaña sin enrollar para permitir humedecerla (normalmente con la lengua) con el fin de sellar el cigarrillo.
Hay varios tipos de máquina de liar que se venden en diferentes tamaños para preparar diferentes cigarrillos o distintos tipos de articulación. En general, el más pequeño es de 70 mm, seguido de uno de 78 mm, y siendo el más grande de 100 mm.